# Te presento a Valentín
Te presento a Valentín es la primera webnovela mexicana. Es producida por Ignacio Ortiz para Televisa.

## Elenco
- Arath de la Torre - Valentín/Leo
- Marisol González - Monserrat
- Carlos de la Mota - Manuel Díaz
- Tania Vázquez - Karen
- Eugenio Cobo - Editor
- Marcelo Córdoba - Bruno